# Christian Ernst Emanuel von Lembcke
Christian Ernst Emanuel von Lembcke († 1766) war ein preußischer Major und Chef des Berliner Land-Regiments.

## Leben
Lembcke war gebürtig in Pommern. Er diente in der preußischen Armee und war Major im Infanterieregiment „Alt-Stutterheim“, als er am 14. Oktober 1763 zur Nachfolge der verstorbenen Karl Friedrich von Lüderitz zum Inhaber des Berliner Land-Regiments bestellt wurde. Nach seinem Ableben folgte Ernst Friedrich von der Heyden als Regimentschef.